# Seva

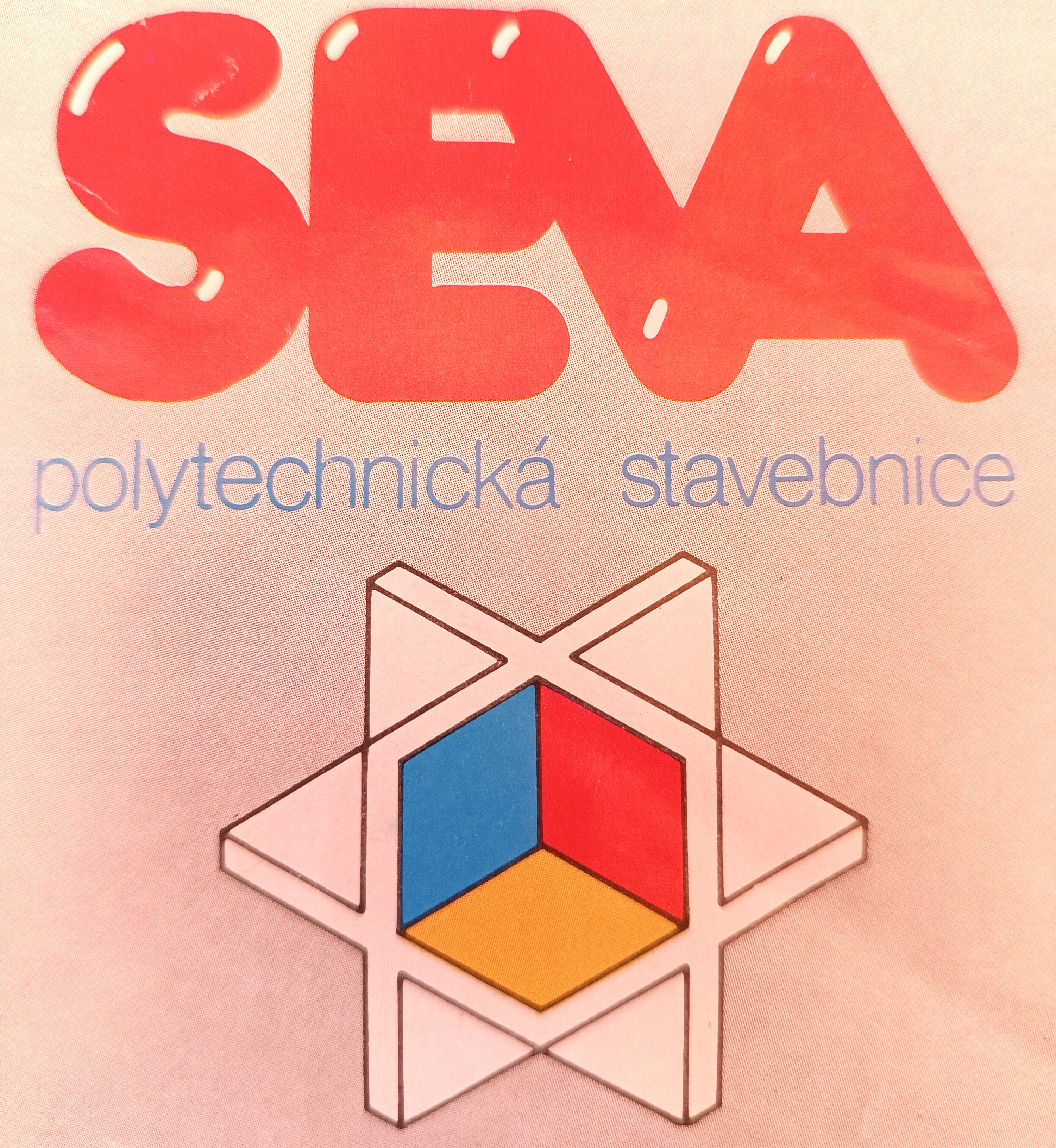
Logo stavebnice z roku 1988

Seva je název polytechnických stavebnic z plastu vyráběných českou slévárenskou a strojírenskou firmou BENEŠ a LÁT a.s. Základ stavebnice tvoří modré podlouhlé dílky a bílé spojovací kostičky (tzv. křížové spojky). Dalšími velmi potřebnými součástkami jsou krátké malé a dlouhé modré dílky, ale také žluté a červené výplňové destičky, různé velikosti kol, různé délky hřídelek, převodovka, ale i motorek a mnoho dalších kompatibilních součástek. Ze Sevy lze postavit model prakticky čehokoli – budov, vozů, letounů ale například také funkčního výtahu a mnoho a mnoho dalších.

## Historie

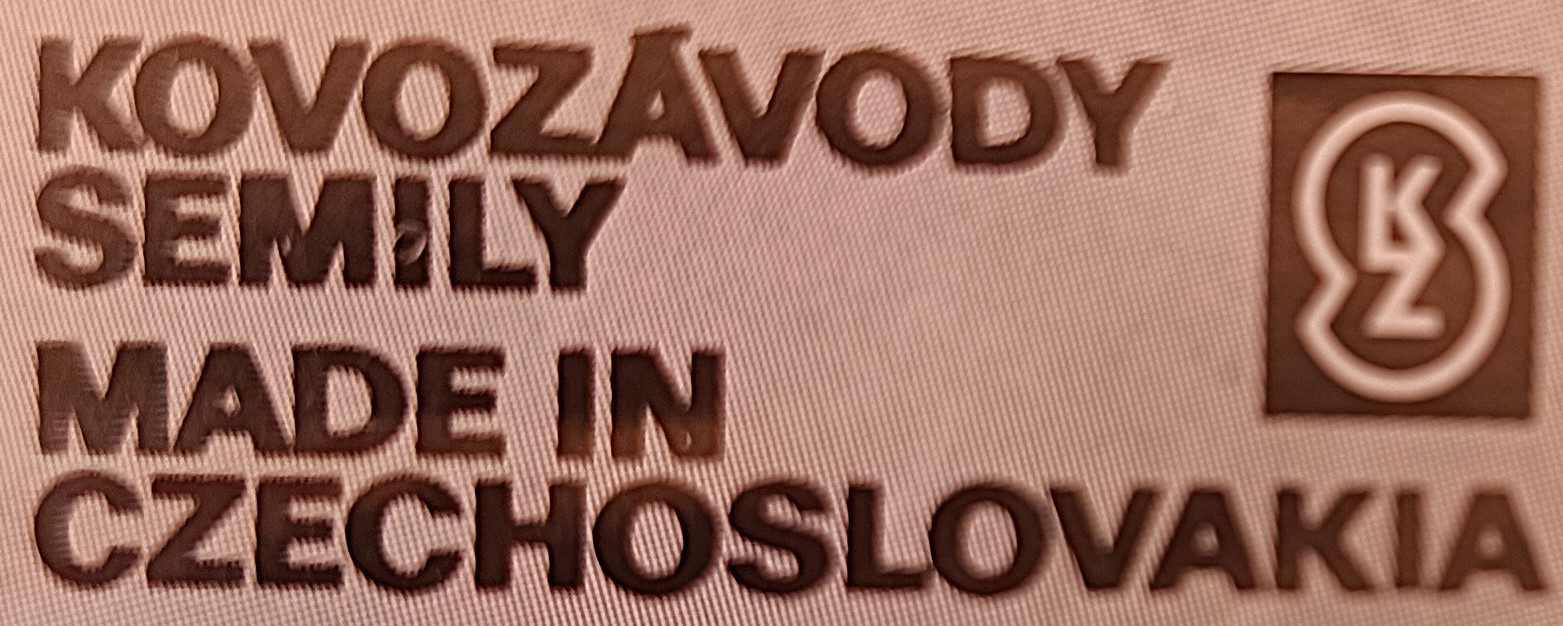
Logo výrobce z roku 1988

Po druhé světové válce byla v Semilech a okolí v rámci znárodňování sloučena řada malých řemeslných dílen a firem zabývajících se kovovýrobou. Výsledkem bylo založení Sdruženého komunálního podniku města Semily v roce 1949 a o 10 let později národního podniku Kovozávody Semily, který se zaměřoval na lehkou kovovýrobu a výrobu spotřebního zboží. V 50. a 60. letech podnik vyráběl kovové hračky, výukové pomůcky pro školy (učební modely, elektrotechnické stavebnice) a domácí potřeby (např. kávové mlýnky, kráječe nudlí, kuchyňské váhy aj.). V 70. letech se výroba začala více orientovat na hračky z plastu. V tomto období byl zahájen také vývoj stavebnice Seva, která byla na trh oficiálně uvedena v říjnu 1979. Na začátek prodeje bylo vyrobeno 3311 kusů menší verze (Seva 1) a 3338 kusů větší verze (Seva 2).
Po roce 1989 došlo k privatizaci podniku a postupné transformaci jeho části na Vista Semily, spol. s.r.o., která pokračovala ve výrobě stavebnice a podařilo se jí udržet na trhu v konkurenci zahraničních značek. V roce 2005 autorská práva ke značce Vista získala firma Beneš a Lát, a.s., která prostřednictvím dceřiné firmy seva-czech s.r.o. nadále zajišťuje rozvoj výroby a prodej stavebnice SEVA a dalších hraček.

## Série
- Seva 1 – obsahuje 222 dílků, ze kterých je možné sestavit např. automobil, domeček, letadlo, nábytek aj.
- Seva 2 – obsahuje 351 dílků
- Seva 3 – obsahuje 537 dílků
- Seva 3 Jumbo – obsahuje 1074 dílků
- Seva 4 UNI – obsahuje 668 dílků
- Seva 5 Technic – obsahuje mechanickou převodovku. V balení naleznete celkem 713 dílků
- Seva 5 Jumbo – obsahuje 1064 dílků, mezi kterými nechybí mechanická převodovka
- Seva 6 Elektro – obsahuje elektro převodovku. V balení naleznete celkem 625 dílků
- SEVA Stavitel – obsahuje 298 speciálních dílků
- Seva Autoservis – obsahuje 509 dílků
- Stavebnice Seva Team – obsahuje 196 dílků, malého a velkého panáčka Seváčka
- Seva Mini 1 – Kočárek – obsahuje 86 speciálních dílků, pro stavbu kočárku
- Seva Mini 2 – Formule – obsahuje 87 speciálních dílků pro stavbu formule
- Seva Pumpa  – obsahuje 180 dílků
- Seva Traktor – obsahuje 115 dílků
- Seva Patrol – obsahuje 238 dílků
- Stavebnice Seva ARMY 1 – obsahuje 514 dílků barevně laděných do army stylu
- Stavebnice Seva ARMY 2 – obsahuje 623 dílků barevně laděných do army stylu
- Seva pro dívky 1 – obsahuje 586 dílků barevně zaměřených na děvčata

## Galerie

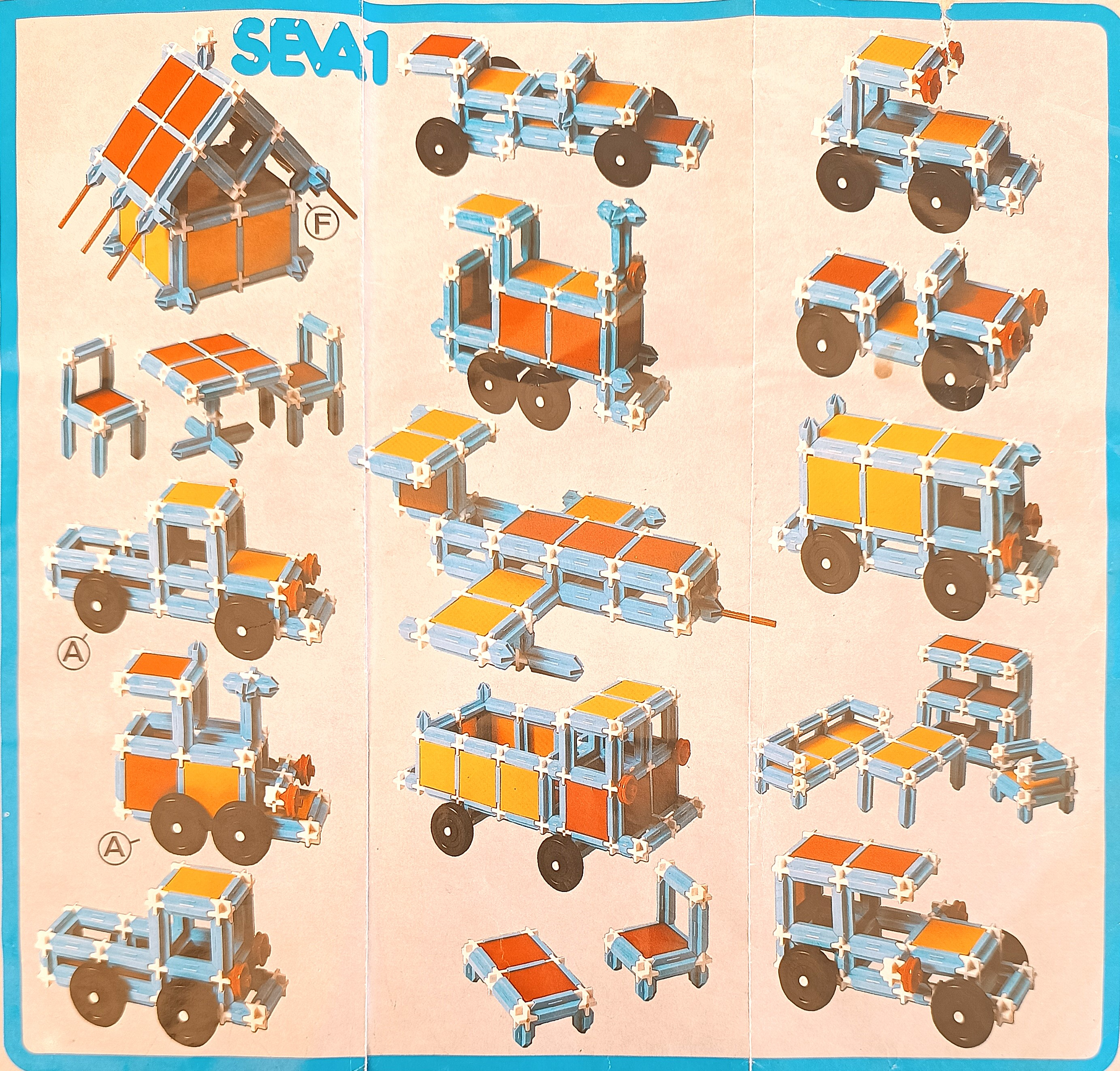
Plánek modelů k Seva 1 (1988)
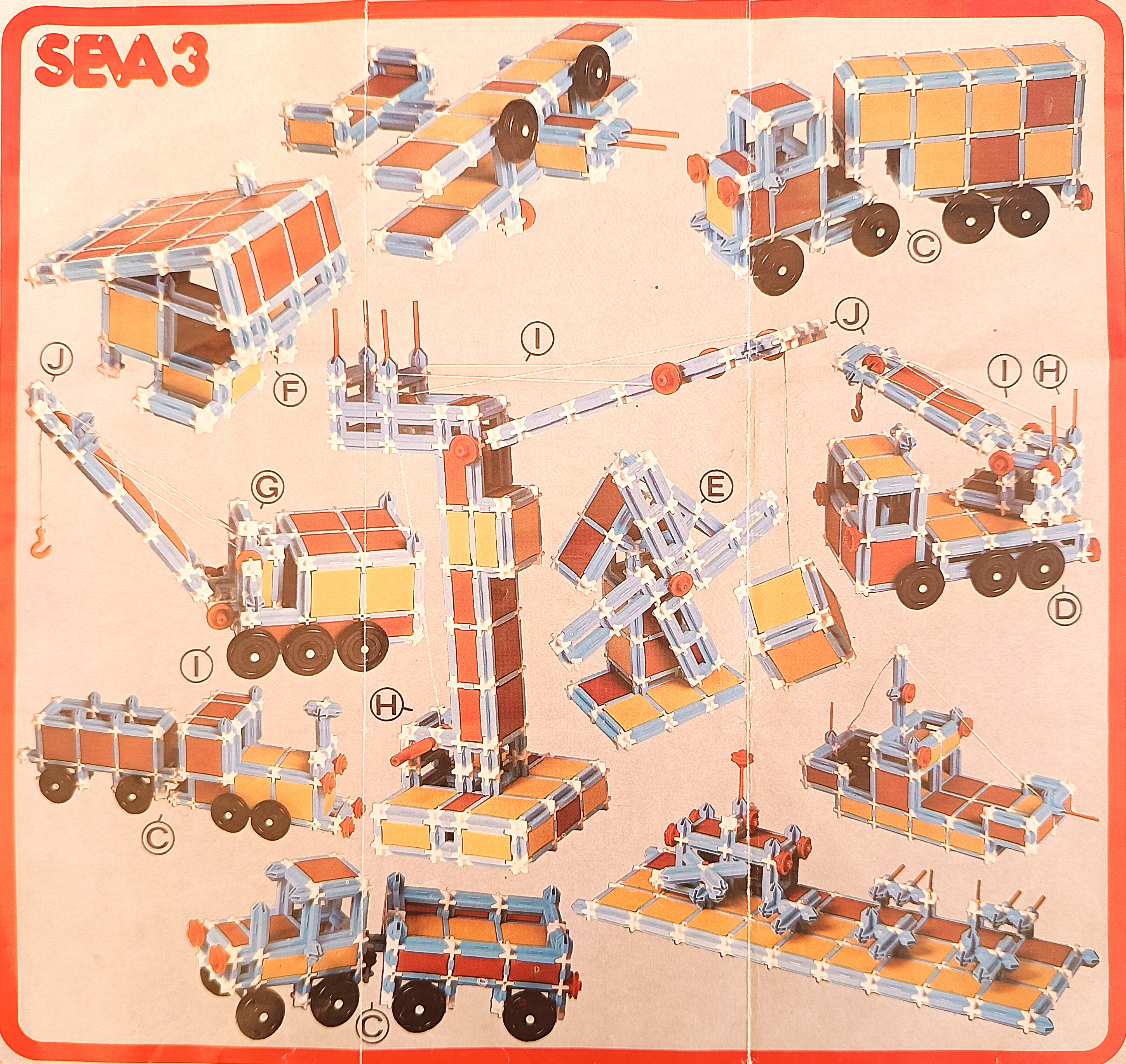
Plánek modelů k Seva 3 (1988)